# اولگا گوورتسووا
 اولگا گوورتسووا (بلاروسی: Вольга Аляксееўна Гаварцова؛ زادهٔ ۲۳ اوت ۱۹۸۸) یک تنیس‌باز اهل بلاروس است.